# .gt
gt. هو نطاق إنترنت من صِنف مستوى النطاقات العُليا في ترميز الدول والمناطق، للمواقع التي تنتمي إلى غواتيمالا.